# Saison 4 de Dix pour cent
Chronologie
Saison 3
Cet article présente les six épisodes de la quatrième saison de la série télévisée française Dix pour cent.

## Synopsis
Depuis la fête anniversaire d'ASK, l'agence est en crise : Mathias est parti et devient producteur pour Mediawan, et Hicham a laissé les rênes à Andrea qui doit gérer la crise qui va frapper. Afin de relancer l'agence, la très redoutable agent de Starmédia (la principale concurrence d'ASK depuis la saison 1) Elise Formain est engagée. Mais l'étau se resserre progressivement car Elise joue double jeu dans le but de faire couler l'agence en récupérant ses talents...

## Distribution

### Acteurs principaux
- Camille Cottin : Andréa Martel, DG, associée et agent artistique pour ASK
- Thibault de Montalembert : Mathias Barneville, ancien associé et agent artistique pour ASK
- Grégory Montel : Gabriel Sarda, associé et agent artistique pour ASK
- Liliane Rovère : Arlette Azémar, associée et agent artistique pour ASK
- Fanny Sidney : Camille Valentini, agent artistique pour ASK, ancienne assistante d'Andréa Martel
- Assaâd Bouab : Hicham Janowski, actionnaire majoritaire d'ASK
- Laure Calamy : Noémie Leclerc, compagne de Mathias Barneville et son ancienne assistante chez ASK
- Nicolas Maury : Hervé André-Jezack, agent artistique pour ASK, ancien assistant de Gabriel Sarda
- Stéfi Celma : Sophia Leprince, ex-hôtesse d'accueil de l'agence devenue actrice

### Acteurs récurrents
- Anne Marivin : Élise Formain, agent artistique chez Starmedia
- Stéphane Freiss : Igor de Sérisy, producteur chez Mediawan
- Ophélia Kolb : Colette Brancillon, inspectrice du fisc et femme d'Andréa Martel
- Isabelle Candelier : Annick Valentini, ex-relation de Mathias et mère de Camille
- Antoine Croset : Antoine, le standardiste d'ASK

### Dans leur propre rôle

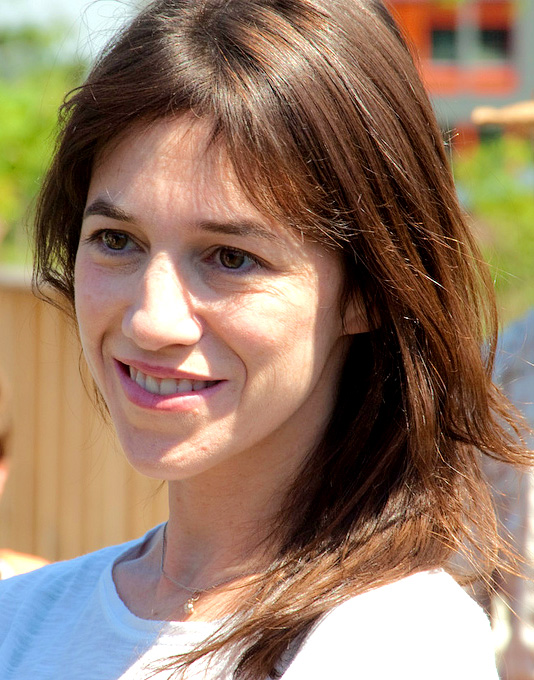
Charlotte Gainsbourg
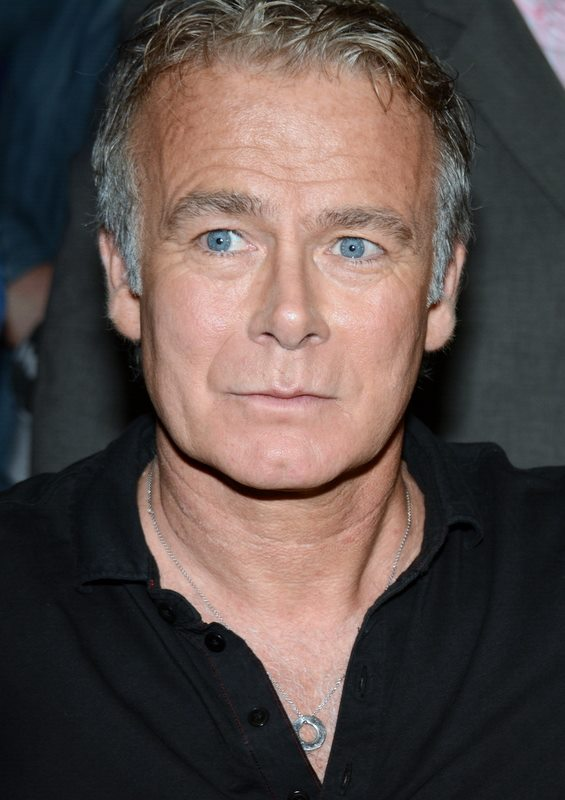
Franck Dubosc
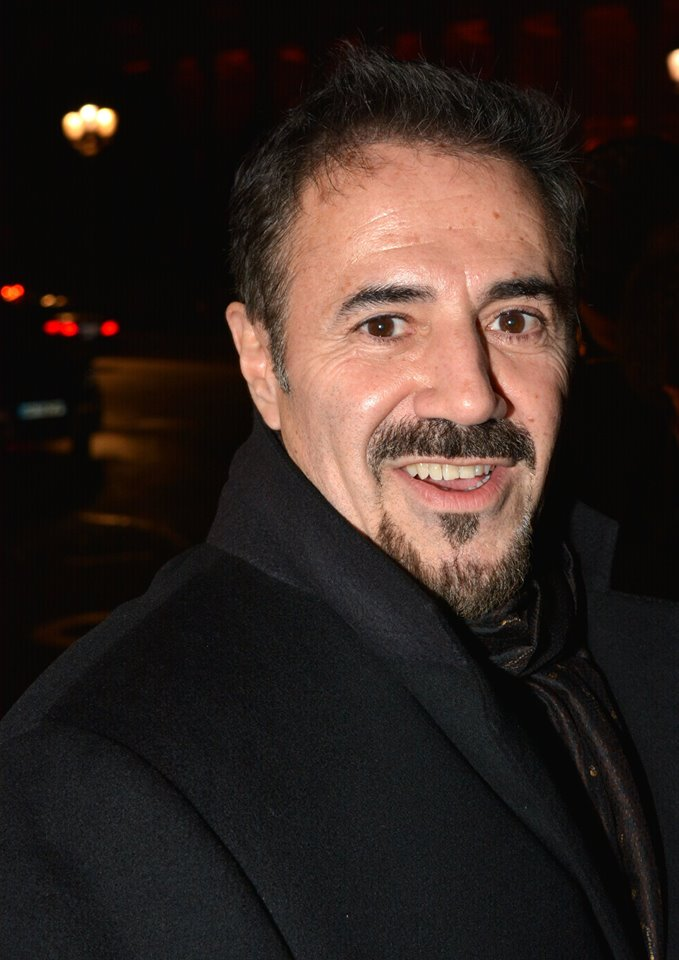
José Garcia
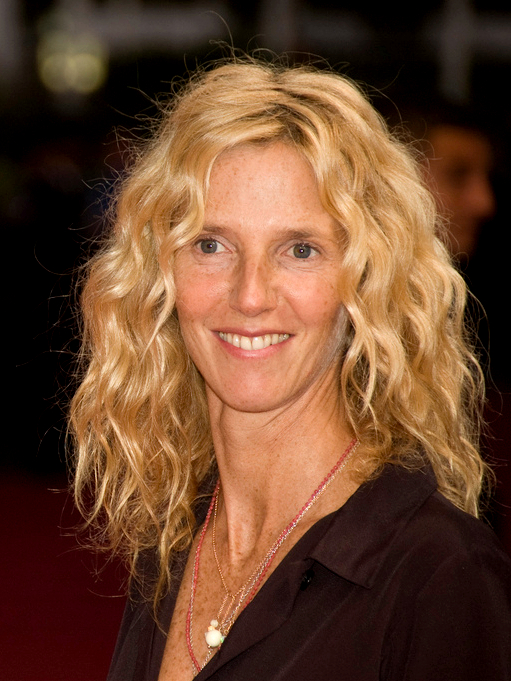
Sandrine Kiberlain
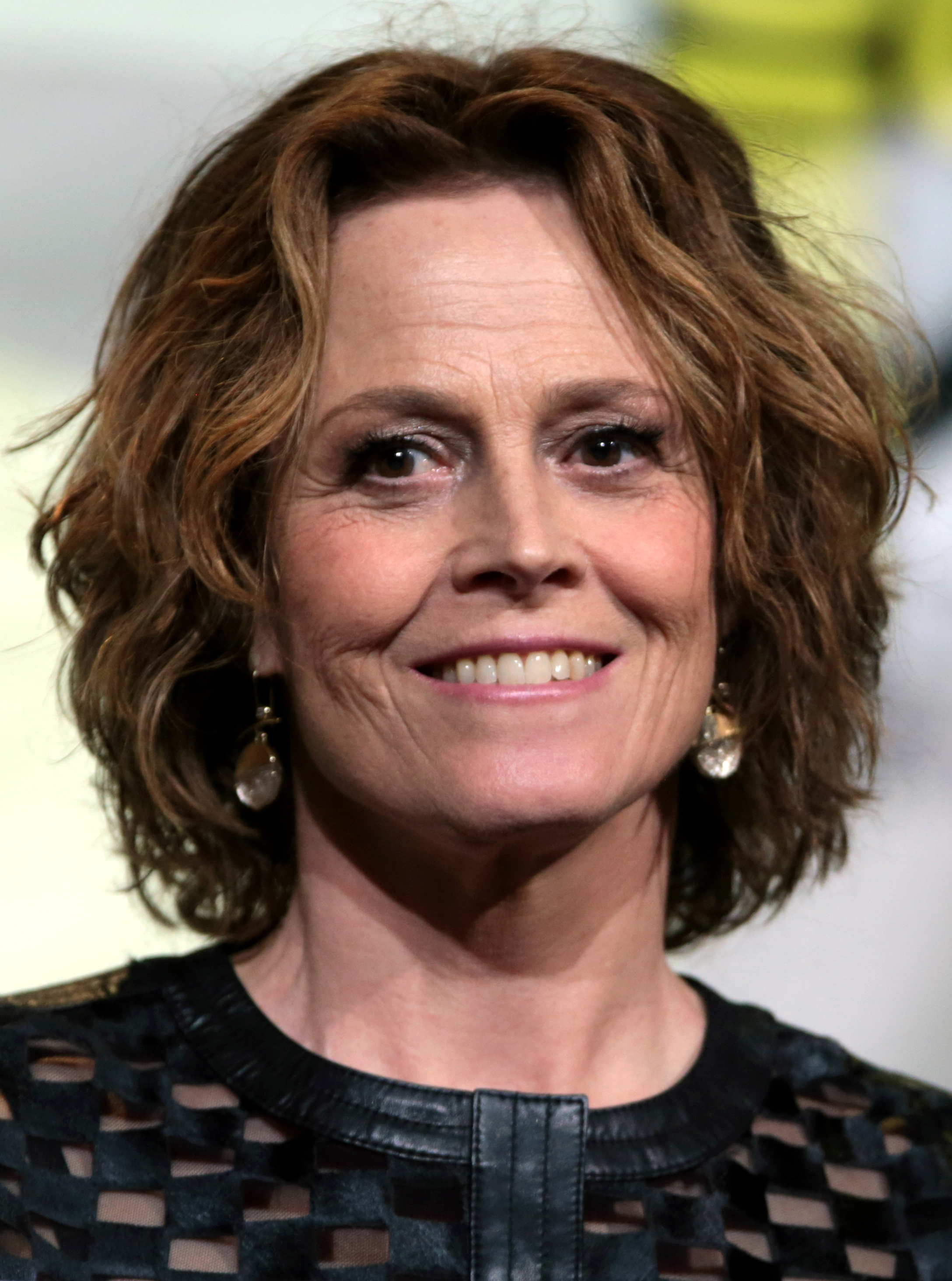
Sigourney Weaver
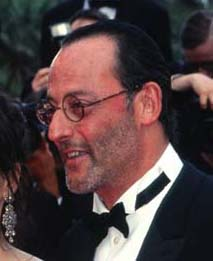
Jean Reno

## Épisodes

### Épisode 1:Charlotte
- Suisse : 16 octobre 2020 sur RTS 1
- France : 21 octobre 2020 sur France 2

- Charlotte Gainsbourg
- Mimie Mathy
- Xavier Beauvois
- Julie Gayet

C'est la crise chez ASK. Depuis le départ de Mathias et Noémie, qui vivent ensemble désormais, Andréa gère comme elle peut l'agence, tout en essayant de récupérer les acteurs de Mathias, mais sa vie de couple et de famille en souffre. Alors qu'Hicham qui s'est retiré de la gestion lui demande de faire des économies, elle veut plus investir l'agence sur les séries. Mais en raison d'un conflit d'emploi du temps qui l'empêche de rencontrer Mimi Mathy (qui joue l'héroïne de sa série Joséphine, ange gardien), cette dernière, ne se sentant pas appréciée à sa juste valeur, quitte l'agence avec fracas pour rejoindre la redoutable agent Elise Formain de Starmédia.

### Épisode 2:Franck
- Suisse : 16 octobre 2020 sur RTS 1
- France : 21 octobre 2020 sur France 2

- Franck Dubosc
- Tony Parker
- Nathalie Baye
- Fabienne Pascaud

Franck Dubosc, ancien talent de Mathias, peine à trouver sa place sur le plateau d'un film d'auteur dramatique, loin des comédies populaires et où il se retrouve face à un jeune comédien, dernier César du meilleur espoir, méprisant et imbu de lui-même. Gabriel qui devient son nouvel agent se charge de le motiver à aller jusqu'au bout. Mais la situation dégénère sur le tournage entre les deux acteurs, mais à la suite d'un malentendu entre Gabriel et le jeune comédien, Frank vient discuter avec ce dernier pour le rassurer et se réconcilier. 

### Épisode 3:José
- Suisse : 23 octobre 2020 sur RTS 1
- France : 28 octobre 2020 sur France 2

- José Garcia
- Valérie Donzelli

### Épisode 4:Sandrine
- Suisse : 23 octobre 2020 sur RTS 1
- France : 28 octobre 2020 sur France 2

- Sandrine Kiberlain
- Muriel Robin
- Valérie Donzelli
- Marina Rollman
- Mimie Mathy
- Noémie de Lattre

Alors qu'elle est attendue pour tourner le prochain film de Danièle Thompson, Sandrine Kiberlain décide d'être standup comique. Mais ce projet déplaît beaucoup à son agent Gabriel qui fait appel à Muriel Robin pour la décourager de suivre cette voie. Malgré les conseils de Muriel, Sandrine persiste dans cette voie. Pendant ce temps, Valérie Donzelli apprécie beaucoup le jeu d'Hervé, qui devient acteur sur son nouveau film alors qu'il espérait placer la jeune femme de son casting sauvage. Toujours sans nouvelles de Colette, Andréa trouve du soutien en Elise Formain mais celle-ci joue double jeu et l'enregistre discrètement alors qu'elle fait des confidences sur les travers de ses acteurs. 

### Épisode 5:Sigourney
- Suisse : 30 octobre 2020 sur RTS 1
- France : 4 novembre 2020 sur France 2

- Sigourney Weaver
- Bernard Verley
- Guillaume Gallienne
- Rayane Bensetti

L'actrice Sigourney Weaver arrive à Paris pour tourner le nouveau film de Guillaume Gallienne sans avoir lu le scénario. Mais elle déchante rapidement quand elle apprend qu'elle joue avec Bernard Verley au lieu de Gaspard Ulliel comme elle avait compris. Son agent Andréa doit la convaincre de jouer quand même, ou tenter de convaincre le réalisateur. Mais l'agent peut compter sur Sigourney pour faire changer d'avis à Guillaume Gallienne...

### Épisode 6:Jean Reno
- Suisse : 30 octobre 2020 sur RTS 1
- France : 4 novembre 2020 sur France 2

- Jean Reno

À la suite de la trahison d'Elise Formain qui a torpillé l'agence en récupérant une très grande partie de ses talents de l'agence au profit de Starmédia, ASK va déposer le bilan. Mais l'équipe se lance dans un dernier projet de film sur une idée de Mathias : un scénario repris à Igor, avec Xavier Beauvois à la réalisation, produit par Noémie, Mathias ayant arrêté la production à la suite de son infarctus. Pour convaincre les producteurs asiatiques, le choix de l'acteur principal se porte sur Jean Reno, alors qu'il envisage d'arrêter le cinéma. 